# Goudawad, Hukeri
Goudawad là một làng thuộc tehsil Hukeri, huyện Belgaum, bang Karnataka, Ấn Độ.